# Ватра (Дрогобич)
«Ватра» Дрогобич (пол. Watra Drohobycz) — український футбольний клуб з Дрогобича. Повна назва Український спортовий клуб «Ватра». Клуб засновано 5 вересня 1934 р.

## Історія створення
Навесні 1934 р. та частина членів ТСТ «Підгір'я» (Дрогобич), яка не погоджувалася з поширенням у межах товариства часописів лівого ідеологічного спрямування, присутністю в клубі осіб, котрі не мали відношення до спорту та після негативної відповіді проводу ТСТ «Підгір'я» щодо вирішення цього питання, вирішили об'єднатися в іншому товаристві.
5 вересня 1934 р. на зборах в приміщенні товариства «Зоря» колектив отримав назву Український спортивний клуб «Ватра», а одним з його керівників став диригент хору «Боян» у Дрогобичі, професор української гімназії ім. Івана Франка Богдан П'юрко, який на кошти, виграні у лотерею, купив команді спортивну форму. До управи УСК «Ватра» входили здебільшого професори та учні гімназії, зокрема, Стефан Татарський (заступник голови і спортивний референт), Яків Борис (скарбник), Йосип Постойко, Роман Сасик (капітан команди). Автором статуту УСК «Ватра» став доктор Володимир Ільницький. З 1935 по 1939 роки головою клубу був професор гімназії, викладач української мови Володимир Сольчаник. Після його смерті новим керівником УСК «Ватра» став заступник В. Сольчаника М. Валігура. На той час до товариства входило понад 180 осіб, які сплачували членські внески. У 1937 році було затверджено кольори клубу — зелено-червоні, які символізували вогонь ватри та лісисту місцевість краю. У цей час «Ватра» арендувала футбольне поле у єврейського спортивного товариства «Бетар».
У чемпіонаті Польщі команда виступала у регіональних змаганнях нижчого рівня. Зокрема, з 1937 р. «Ватра» була учасником першості Львівського окружного футбольного союзу в класі В. У структурі клубу також були створені друга команда, юніори й ветерани.

## Кубок Дрогобича
Чи не першим офіційним турніром, у якому взяла команда став Кубок Дрогобича 1936 р. Протягом проведення турніру УСК «Ватра» зіграла у чотирьох іграх:
7 червня. T.U.R. — «Ватра» — 3:2.
14 червня. «Ватра» — T.U.R. — 4:1.
5 липня. «Юнак»-ІІ — «Ватра» — 4:0.
19 липня. «Ватра» — «Юнак»-ІІ — 2:3.

## Першість Львівського окружного футбольного союзу
Дані по усім трьом сезонам неповні.

### 1936/37 рік
16 травня 1937 р. «Ватра» — T.U.R. — 4:1.
6 червня. «Бялі» (Борислав) — «Ватра» — 2:2.
7 листопада. «Ватра» — «Польмін» — 2:2.
?. «Польмін» — «Ватра» — ?:?.
Перша група:
| М | Команда              | І | В | Н | П | М'ячі | О |
| 1 | «Б'ялі» (Борислав)   | 6 | 3 | 2 | 1 | 14:5  | 8 |
| 2 | «Ватра» (Дрогобич)   | 6 | 3 | 1 | 2 | 10:6  | 7 |
| 3 | «Польмін» (Дрогобич) | 6 | 3 | 0 | 3 | 9:11  | 6 |
| 4 | Т.U.R. (Дрогобич)    | 6 | 1 | 1 | 4 | 8:20  | 3 |

У матчах проти Т.U.R. бориславська команда використала незаявлених гравців. В. Сольчаник особисто подав протест у ЛОЗПН і домігся, щоб «Бялим» зарахували обидві технічні поразки. Відтак вони опустилися на третє місце, а дві дрогобицькі команди мали порівну очок. Призначили додатковий матч — 22 серпня 1937 р. «Ватра» — Т.U.R. — 2:0.
Фінал за вихід до класу А:
29 серпня 1937 р. «Дністер» — «Ватра» — 1:1 (? — Флюнт).
5 вересня 1937 р. «Ватра» — «Дністер» — 0:0.
Поки грався фінал представники «Бялих» поїхали до Варшави і подали протест у ПЗПН на рішення ЛОЗПН. Протест у столиці задовільнили, анулювали ігри фіналу й призначили новий фінал, який виграли бориславчани. Але тепер вже «Дністер» поскаржився у правоохоронні органи на підкуп своїх гравців, справою зайнялася прокуратура і визнала правоту самбірчан, яких й оголосили переможцями. Тому фактично «Ватра» стала другою.

### 1937/38 рік
31 жовтня 1937 р. Т.U.R. — «Ватра» — 1:0.
7 листопада 1937 р. «Ватра» — «Польмін» — 2:2.
8 травня 1938 р. «Ватра» — «Польмін» — 2:4.
29 травня 1938 р. «Ватра» — Т.U.R. — 2:1.
Перша група:
| М | Команди              | І | В | Н | П | М'ячі | О |
| 1 | Т.U.R. (Дрогобич)    | 4 | 2 | 1 | 1 | 7:5   | 5 |
| 2 | «Польмін» (Дрогобич) | 4 | 1 | 2 | 1 | 9:9   | 4 |
| 3 | «Ватра» (Дрогобич)   | 4 | 1 | 1 | 2 | 6:8   | 3 |

Ігри за збереження місця у класі В:
26 червня 1938 р. «Ватра» — РКС — 3:2.
3 липня 1938 р. РКС — «Ватра» — 2:5.

### 1938/39 рік
Сезон «Ватра» розпочала у такому складі — Мороз (Смола), Воробець, Неділенко, Мак, Кушнір, Бориславський, Климко, Флюнт, Ковбель, Колодрубець, Андрушкевич, Сасик, Гавдяк. 
7 травня. «Польмін» — «Ватра» — 2:0.
21 травня. Східниця. «Ґази Зємни» — «Ватра» — 1:1 (Сиротюк — Флюнт).
13 червня. «Зелемінь» (Сколе) — «Ватра» — 3:7.
20 червня. «Зоря» (Ходорів) — «Ватра» — 0:0.
27 червня. «Ватра» — «Дністер» (Миколаїв) — 2:1.
8 серпня. «Дністер» (Миколаїв) — «Ватра» — 1:0.
15 серпня. «Ватра» — «Дністер» (Миколаїв) — 3:3.
Команді не вдалося перемогти у класі В. Перше місце виборола «Ґази Зємни» (Східниця).

### 1939/40 рік
Перша група:
T.U.R. (Борислав), «Ватра» (Дрогобич), «Ропник» (Борислав), «Стшелєц Польмін» (Дрогобич ?). 

## Чемпіонати Галичини
Під час німецької окупації Дрогобича 1941–1944 років клуб брав участь у чемпіонаті Галичини. Турнір був створений у 1942 р. й мав офіційну назву Першість Краю, або українська футбольна ліга, яку розділили на два класи (ліги) — А і Б. За звання кращого колективу боролися 8 команд: три львівські («Україна», «Гарбарня», УССК), а також «Скала» (Стрий), «Сян» (Перемишль), «Дністер» (Самбір), «Черник» (Станіславів), «Довбуш» (Коломия). У нижчому класі виступало 6 команд, серед яких дрогобицькі «Ватра» та «Підгір'я», результати яких наразі невідомі. У наступному сезоні взяло участь 30 команд (8 — клас А, 22 — клас Б). Стартувала першість 11 квітня, а закінчилося 3 жовтня 1943 р. Чемпіонат проходив у два кола, після чого остання команда мала понизитися до класу Б, а перша команда цього класу зайняти її місце. Але замість «Черника» (Станіславів) та «Довбуш» (Коломия), які зайняли два останні місця і котрих не допустили до сезону 1944 р. через постійні порушення регламенту, серед учасників турніру з'явилися переможці класу Б «Тризуб» (Львів) (2-е місце), «Лемко» (Сянок) (3-є місце) та дрогобицька «Ватра», яка й лідирувала у ньому після перших турів, але сезон було призупинено через наближення бойових дій. За іншими даними «Довбуш» (Коломия) не стартував через наближення лінії фронту. Окреслений чемпіонат стартував 25 червня 1944 р. і тривав до середини липня. За цей час було зіграно майже чотири тури, зокрема, «Ватра» перемогла львівську «Україну» та стрийську «Скалу», а турнірна таблиця за інформацією Є. Попова мала наступний вигляд. У цьому сезоні за команду вдало виступав колишній гравець «Динамо» (Київ) Павло Грабар, який відзначився у найславетнішому матчі дрогобичан проти львівської «України».
| М | Команда          | І | Пм | Н | Пр | М'ячі | О |
| 1 | «Ватра» Дрогобич | 4 | 3  | 0 | 1  | 12-8  | 6 |
| 2 | «Сян» Перемишль  | 3 | 2  | 1 | 0  | 9-3   | 5 |
| 3 | «Скала» Стрий    | 4 | 2  | 1 | 1  | 10-6  | 5 |
| 4 | «Дністер» Самбір | 3 | 2  | 0 | 1  | 5-4   | 4 |
| 5 | УССК Львів       | 4 | 2  | 0 | 2  | 6-6   | 4 |
| 6 | «Україна» Львів  | 3 | 1  | 0 | 2  | 3-6   | 2 |
| 7 | «Лемко» Сянок    | 2 | 0  | 0 | 2  | 3-7   | 0 |
| 8 | «Тризуб» Львів   | 3 | 0  | 0 | 3  | 2-10  | 0 |

25 червня. Дрогобич. «Ватра» — «Скала» — 4:3.
2 липня. Сянок. «Лемко» — «Ватра» — 2:3.
9 липня. Львів. «Україна» — «Ватра» — 1:2 (Магоцький — Грабар, Ярема). Незабаром результат було анульовано, «Україні» зараховано поразку 0:3 через участь у грі незаявленого С. Шмідта.
16 липня. Дрогобич. «Ватра» — УССК — 2:3.
Газета «Львівські вісті» так описувала гру дрогобичан проти «України»: «Спортова сенсація у Львові. „Ватра“, що з перших хвилин здобула серця львівської публіки завдяки своїй надзвичайно культурній і знаменитій грі, за презентувала себе з найкращого боку. Повний спокій при незвичайно високій техніці та, найважніше, зосереджена, зорганізована, амбітна гра імпонувала й повинна бути зразком для інших наших дружин. Старт до м'яча, опанування м'яча, безпосередня комбінаційна техніка — це прикмети, притаманні майже кожному змагунові „Ватри“. Кожний змагун дрогобичан був на своєму місці, кожний уперто, амбітно та з посвятою, хоч і з незвичайним спокоєм і внутрішнім опануванням, був живим учасником гри».
У серпні 1944 року після другого встановлення радянської влади в регіоні клуб був розформований і припинив існування.

## Статистика
Першу гру в своїй історії «ватрівчани» зіграли 14 вересня 1934 р. вдома проти стрийської «Скали» — 0:3. Перша перемога була здобута лише у дев'ятому матчі, котрий відбувся 14 червня 1936 р. проти дрогобицького T.U.R.у — 4:1.
Протягом своєї історії перша команда УСК «Ватра» зіграла 125 ігор, у яких здобула 47 перемог, 28 разів зіграла унічию та зазнала 50 поразок. Різниця м'ячів 277:295. Найчастіше колектив зустрічався проти: УСК «Скала» (Стрий) — 11, +1=0-10, 16:47
ТСТ «Ропник» (Борислав) — 10, +5=2-3, 28:23
ВЦКС «Юнак» — ІІ (Дрогобич) — 9, +2=1-6, 9:20
«Дністер» (Самбір) — 9, +2=6-1, 18:13
КС «Польмін» (Дрогобич) — 8, +2=2-4, 16:17
КС T.U.R. (Дрогобич) — 7, +4=1-2 14:7
ЖТГС «Бейтар» (Дрогобич) — 6, +1=2-3, 7:10
УСК «Ватра» — ІІ (Дрогобич) — 6, +5=0-1, 18:9
СК «Бялі» (Борислав) — 5, +0=5-0, 8:8
УСК «Сян» (Перемишль) — 5, +0=1-4, 10:24
УСК «Дністер» (Миколаїв) — 5, +1=1-3, 6:14.

## Ватра-ІІ
Окрім основної команди існував також другий склад, який зіграв 30 ігор, здобувши у них 15 перемог, двічі зігравши унічию та зазнавши 12 поразок. Різниця м'ячів 71:66. Найчастіши їхніми супротивниками були: КС «Польмін» — ІІ (Дрогобич) — 5, +1=1-3, 5:8
ВЦКС «Юнак» — ІІІ (Дрогобич) — 3, +2=1-0, 6:3
КС T.U.R. — ІІ (Дрогобич) — 3, +2=1-0, 10:8

## Титули та досягнення
- Чемпіонат Львівської окружної ліги (чемпіонат Галичини):
  - лідирували у сезоні 1944 року

## Голови правління
- Богдан П'юрко (5.09.1934 -1935)
- Володимир Сольчаник (1935-13.04.1939)
- Микола Валігура (1939)
- Василь Антонів (весна 1943-липень 1944)

## Тренери
- Костянтин Кіцила (1909—1941). Тренував команду у 1937—1939 роках[14].

## Найвідоміші гравці
- Рудольф Броварський
- Михайло Воробець
- Богдан Гавдяк
- Павло Грабар
- Михайло Гриник
- Роман Дорожівський
- Остап Кобільник
- Тарас Колодрубець
- Ярослав Коссак
- Євстахій Куц
- Володимир Кушнір
- Ярослав Мицавка
- Степан Мітринга
- Ярослав Мороз
- Зенон Неділенко
- Степан Романяк
- Роман Сасик
- Зенон Снятинський
- Василь Флюнт
- Євстахій Ярема